# Scinax obtriangulatus
Scinax obtriangulatus är en groddjursart som först beskrevs av Lutz 1973.  Scinax obtriangulatus ingår i släktet Scinax och familjen lövgrodor. IUCN kategoriserar arten globalt som livskraftig. Inga underarter finns listade i Catalogue of Life.